# Йосипівка (Благовіщенська міська громада)
Йосипі́вка (до 01.02.1945 — Юзефове) — село в Благовіщенській громаді Голованівського району Кіровоградської області України. Населення становило 1640 осіб у 2001 році, станом на 2025 рік становить 1172 особи.

## Історія
15—16 січня 1920 року в Йосипівці під час Зимового походу зупинявся на ночівлю Кінний полк Чорних Запорожців Армії УНР.
Було центром Йосипівської сільської ради.

## Населення
Згідно з переписом УРСР 1989 року чисельність наявного населення села становила 1428 осіб, з яких 629 чоловіків та 799 жінок.
За переписом населення України 2001 року в селі мешкало 1637 осіб.

### Мова
Розподіл населення за рідною мовою за даними перепису 2001 року:
| Мова       | Відсоток |
| ---------- | -------- |
| українська | 98,11 %  |
| російська  | 1,83 %   |
| молдовська | 0,06 %   |

## Пам'ятки
Біля села розташований ландшафтний заказник місцевого значення «Скалки».

## Відомі люди
Народилися
- Жуківський Олександр Тимофійович (1884 — ?) — міністр оборони УНР.
- Кулик Йосип Опанасович (1912—1998) — Герой Радянського Союзу.
- Музика Людмила Ананіївна (1937—2016) — Герой Соціалістичної праці